# Ёсинобу (стартовый комплекс)
Ста́ртовый ко́мплекс Ёсино́бу (яп. 大型ロケット発射場 О:гата-Рокэтто-Хассядзё:, Стартовая площадка для больших ракет), англ. Yoshinobu Launch Complex, также известный как Launch Area Y или Area Y или LA-Y) — стартовый комплекс на космическом центре Танэгасима, находящемся на японском острове Танегасима, в 115 км к югу от острова Кюсю. Комплекс используется для запуска ракет-носителей Н-II и Н-ІІА. Комплекс также используется для ракет H-IIB, первая из которых была запущена 10 сентября 2009 года с кораблём HTV-1 для дооснащения Международной космической станции.
Это самый северный пусковой комплекс в космическом центре Танэгасима, который, как и Osaki Launch Complex (в настоящее время неактивен) используется для орбитальных запусков. Стартовый комплекс Ёсинобу состоит из двух стартовых площадок, однако запуски проводятся только со стартового комплекса площадки 1, который был построен примерно в 1993 году по программе Н-II. Строительство площадки 2 было завершено примерно в 2000 году, однако, вскоре после того, как ракета Н-II была отправлена в отставку в пользу Н-ІІА, площадку больше не использовали для запусков. Комплекс также содержит испытательный стенд для огневых испытаний двигателей  LE-7, которые используются в первой ступени ракеты Н-II и её производных. 
Подготовку ракеты проводят перед запуском, в вертикальном положении в здании комплекса сборки. Ракету выкатывают на стартовую площадку на мобильной стартовой платформе за двенадцать часов до запланированного запуска. Вывоз ракеты из сборочного цеха на стартовую площадку номер 1 занимает около тридцати минут.